# Massif du Montseny
Pour les articles homonymes, voir Montseny.
Le massif du Montseny (prononciation munˈsɛɲ) est un massif de la Cordillère prélittorale catalane. Il est situé aux limites des comarques du Vallès Oriental, de la Selva et d'Osona, à cheval sur les provinces de Barcelone et de Gérone, en Catalogne (Espagne). C'est une barrière montagneuse entre la dépression prélittorale catalane et la plaine de Vic. Elle est séparée du massif des Guilleries par une faille géologique.
Le plateau de la calma est l'un des contreforts occidentaux du massif. Il fait le trait d'union avec les deux autres ensembles montagneux qui forment le massif : le Turó de l'Home (1 707 mètres) et le Matagalls (1 697 m), ainsi que le col de Saint-Marçal et le col Formic qui entourent les hauteurs de la rivière Tordera.
Une grande partie du massif est un espace protégé et fait partie du parc naturel du Montseny depuis 1977. En 1978 le parc est classé réserve de biosphère par l'UNESCO. Il est géré par la députation de Barcelone en 1977, et l'année suivante par la députation de Gérone.
Un observatoire météorologique est installé à la cime du Turó de l'Home depuis 1932.

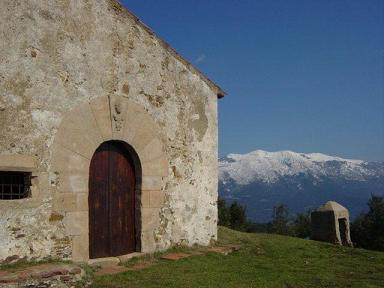
L'ermitage de Sant Elies de Vilamajor avec le Montseny au fond.

## Toponymie
Montseny provient du latin monte Signi, dont la traduction catalane est Mont del Senyal, « mont du Signal ». Les armes de la commune de Montseny font apparaître une montagne surmontée d'une croix monumentale.

## Géographie

### Topographie

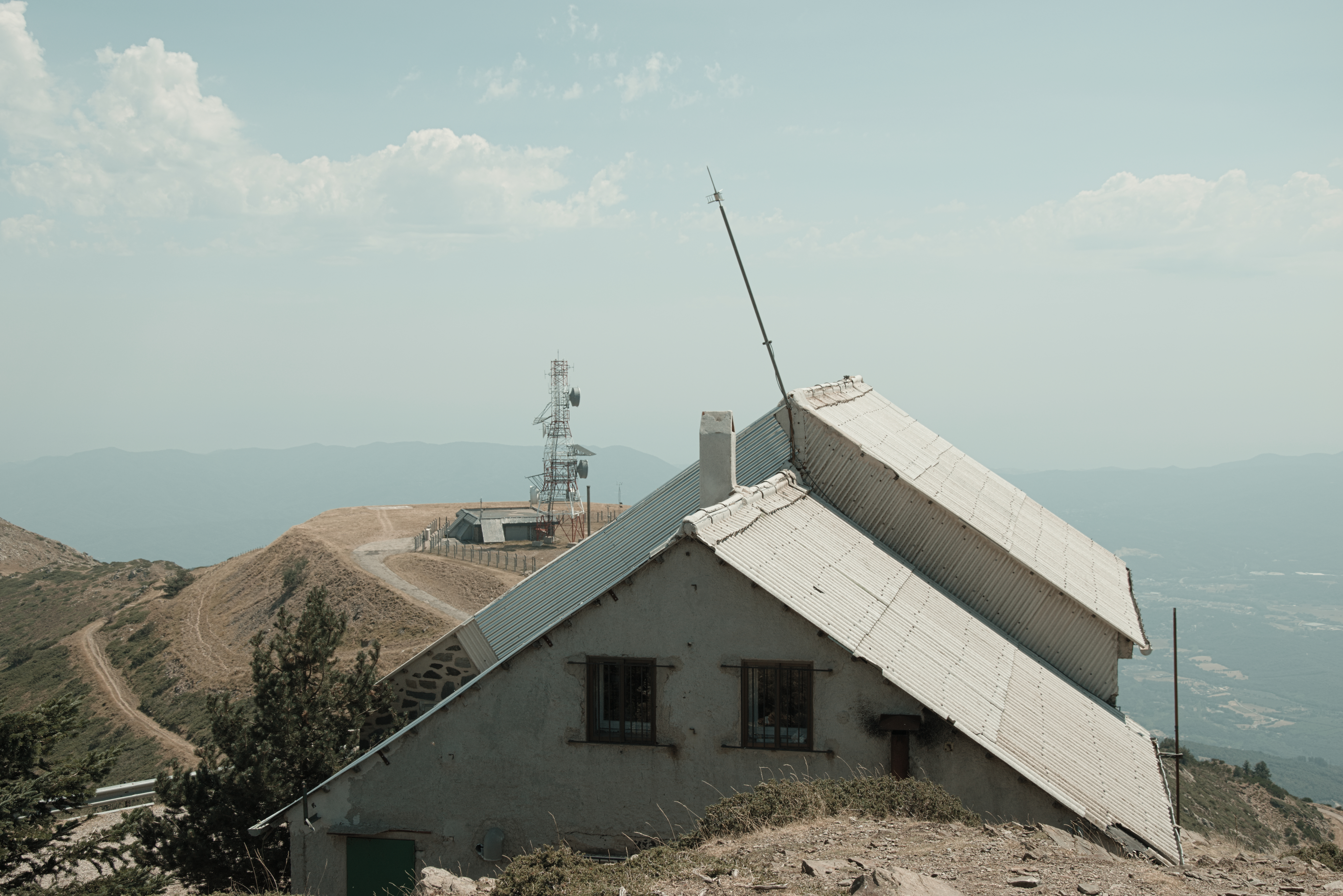
Observatoire météorologique au sommet du Turó de l'Home.

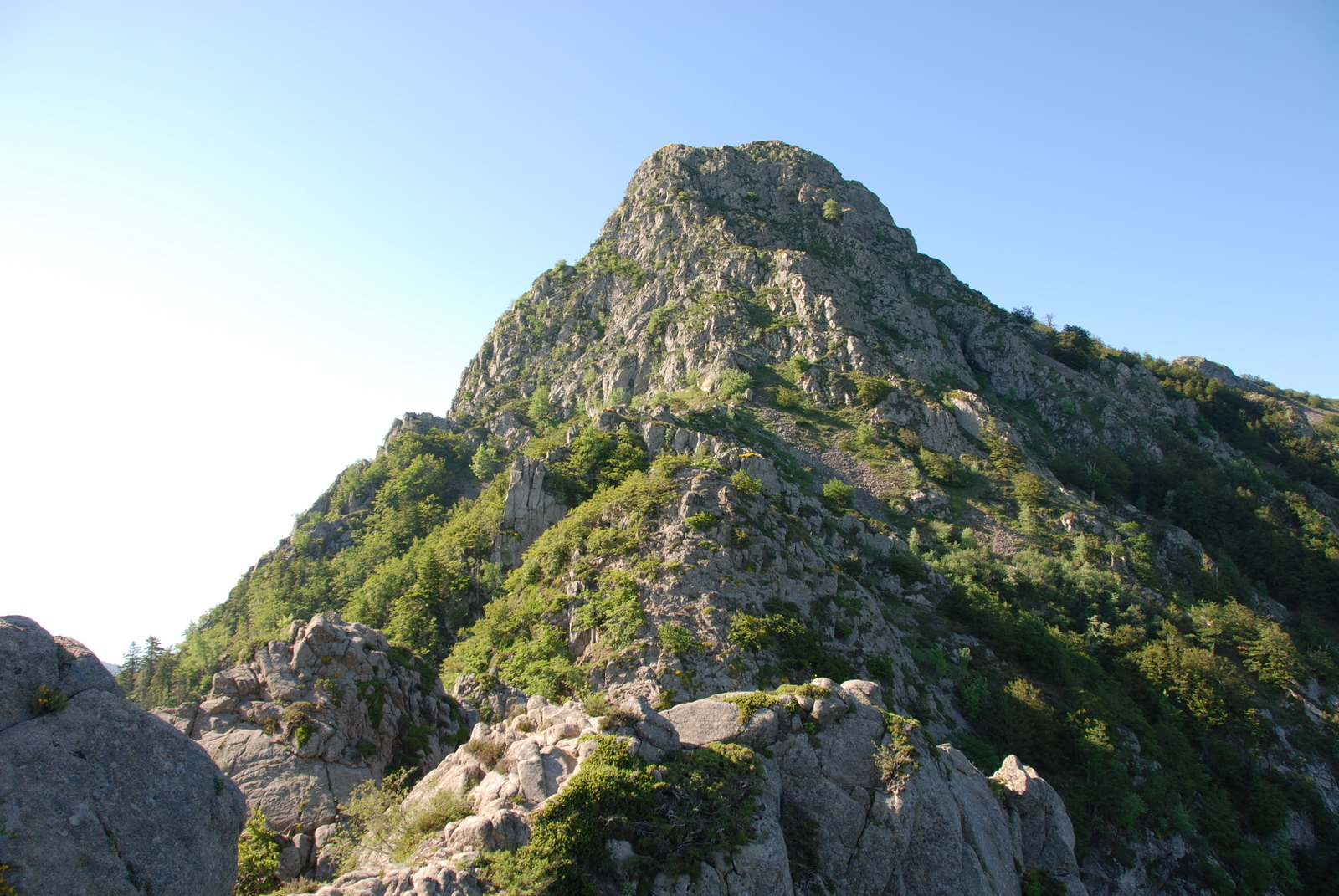
Mont des Agudes.

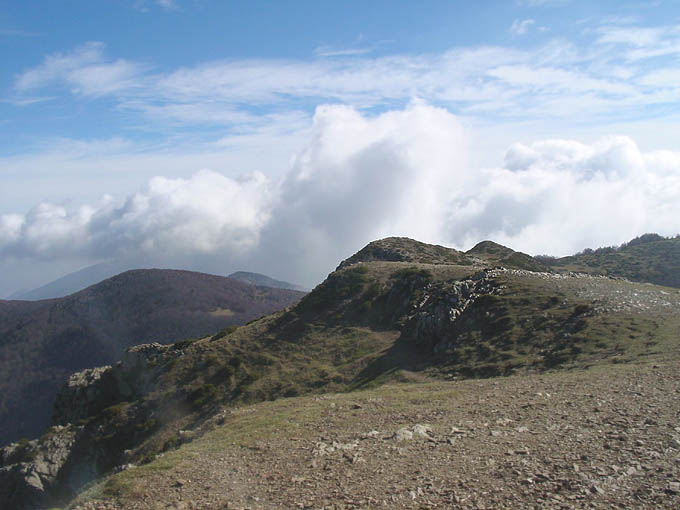
Le Matagalls.

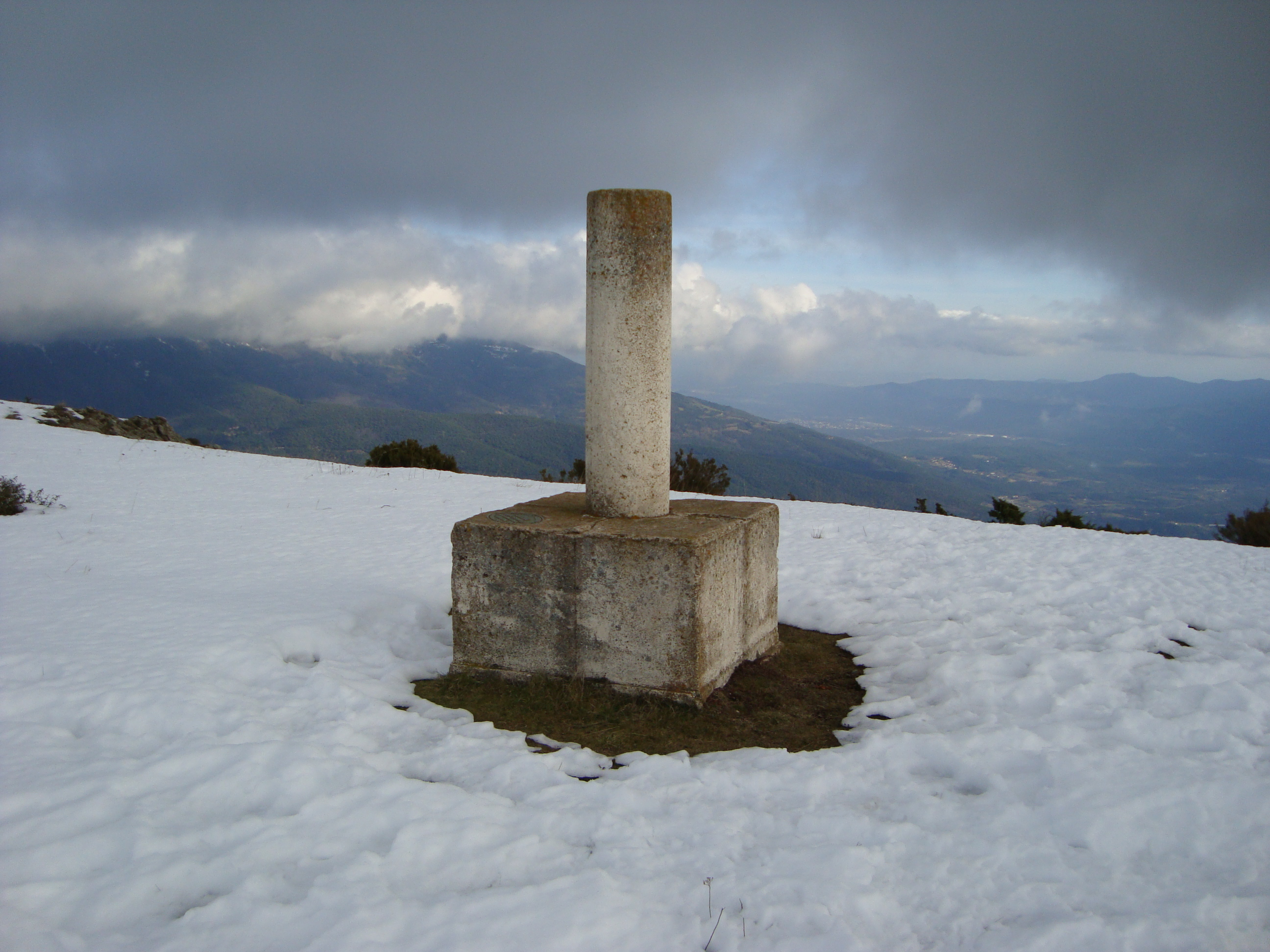
Borne géodésique à la cime du mont du Samont.

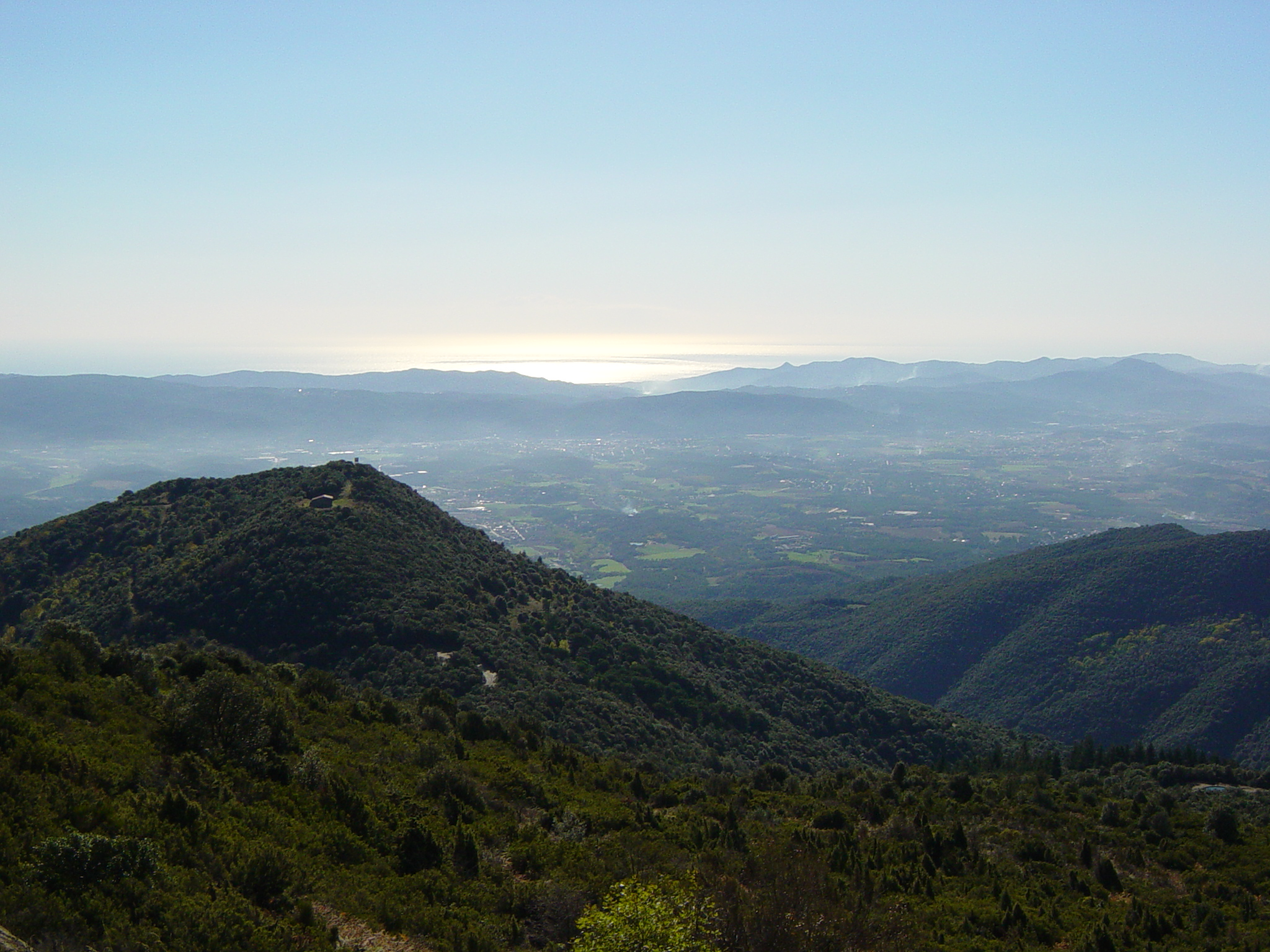
Le mont de Sant Elies (Sant Pere de Vilamajor).

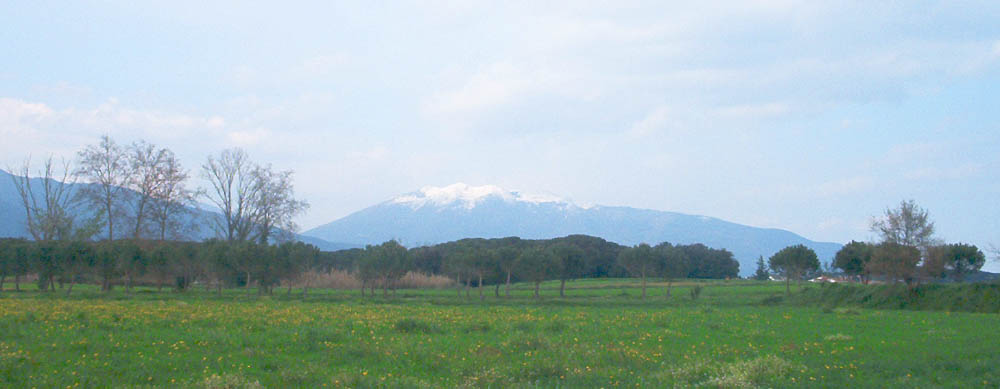
Le Montseny enneigé depuis Cardedeu.

| Sommets du massif              | Altitude |
| ------------------------------ | -------- |
| Turó de l'Home                 | 1 707 m  |
| Les Agudes                     | 1 703 m  |
| Matagalls                      | 1 697 m  |
| Mont de la Bandera (Montseny)  | 1 658 m  |
| Mont Sesportadores             | 1 603 m  |
| Mont del Mig                   | 1 589 m  |
| Mont Gros d'en Pujol           | 1 582 m  |
| Mont de Morera                 | 1 577 m  |
| Mont Gros (Fogars de Montclús) | 1 541 m  |
| Mont de Sant Marçal            | 1 528 m  |
| Montllobar (Montseny)          | 1 459 m  |
| Puig Drau                      | 1 345 m  |
| Mont de Castellar              | 1 325 m  |
| El Suí                         | 1 319 m  |
| Mont de Morou                  | 1 307 m  |
| Mont del Socarrat              | 1 303 m  |
| Roca Roja                      | 1 293 m  |
| Mont d'en Bessa                | 1 295 m  |
| Cime du Pou Nou                | 1 291 m  |
| Matagalls Xic                  | 1 289 m  |
| Mont del Faig de la Bandera    | 1 286 m  |
| Mont del Pla de la Barraca     | 1 282 m  |
| Mont del Poniol                | 1 279 m  |
| Mont del Samont                | 1 272 m  |
| Pierres blanches               | 1 270 m  |
| Mont de la Torre               | 1 269 m  |
| Mont del Pou d'en Sala         | 1 265 m  |
| Turó Ventous                   | 1 242 m  |
| Mont d'en Cuc                  | 1 237 m  |
| Roques de Santa Helena         | 1 222 m  |
| Mont del Pi Novell             | 1 215 m  |
| Montagne Venteuse              | 1 215 m  |
| Mont dels Ginebrons            | 1 213 m  |
| Mont de la Moixa               | 1 187 m  |
| Mont de Llancers               | 1 169 m  |
| Mont del Prat Fondo            | 1 166 m  |
| Mont de la Cova                | 1 101 m  |
| Mont de les Païsses            | 1 062 m  |
| Mont del Mig                   | 1 039 m  |
| Mont de la Moixera             | 1 039 m  |
| Mont de Palestrins             | 1 026 m  |
| Mont de les Calabruixes        | 1 025 m  |
| Mont de Sant Elies             | 1 003 m  |
| La Cuassa                      | 967 m    |
| Pic Castellar                  | 883 m    |
| Pic Cornador                   | 863 m    |
| Mont de l'Alzina rodona        | 795 m    |
| Mont de la Fontanella          | 780 m    |
| Pic Cogull                     | 780 m    |
| Mont Saparera                  | 761 m    |
| Mont de la Murtra              | 730 m    |

### Géomorphologie

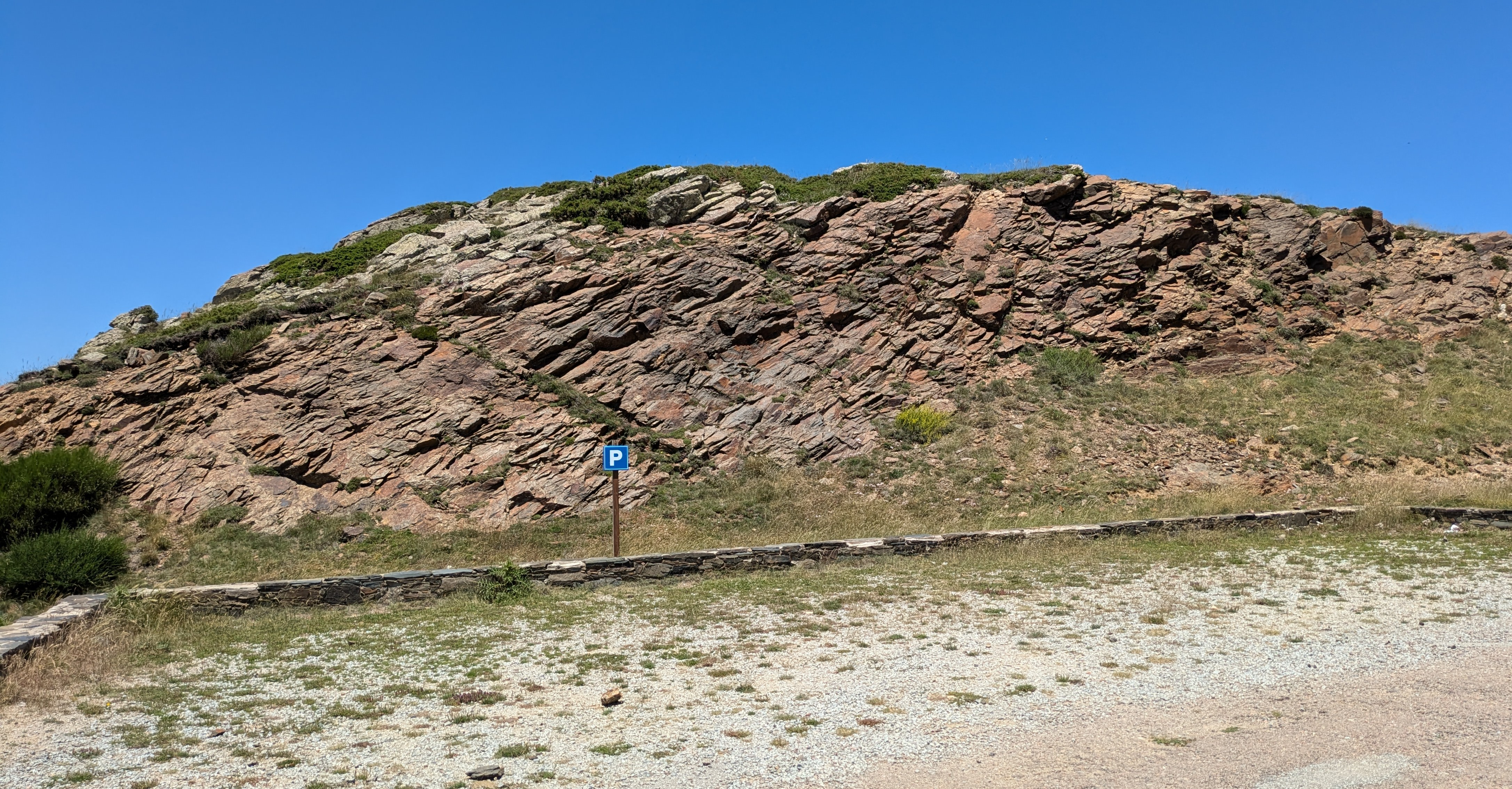
Schiste paléozoïque près du sommet de Turó de l'Home.

Le massif du Montseny est structuré géologiquement en deux entités bien différenciées. D'une part le socle composé de matériaux anciens (entre 550 et 300 millions d'années). Ce socle est formé par des roches ignées et métamorphiques. D'autre part, une couverture, constituée essentiellement par des roches sédimentaires accumulées au cours du Mésozoïque et du Cénozoïque, c'est-à-dire pendant les 300 derniers millions d'années.

### Hydrographie

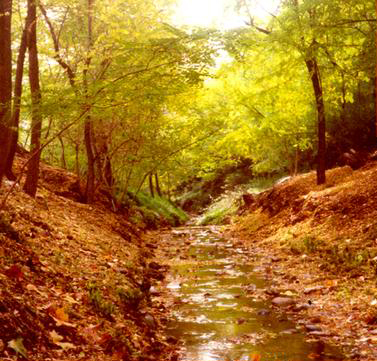
La rivière de Vilamajor à hauteur de Sant Pere de Vilamajor.

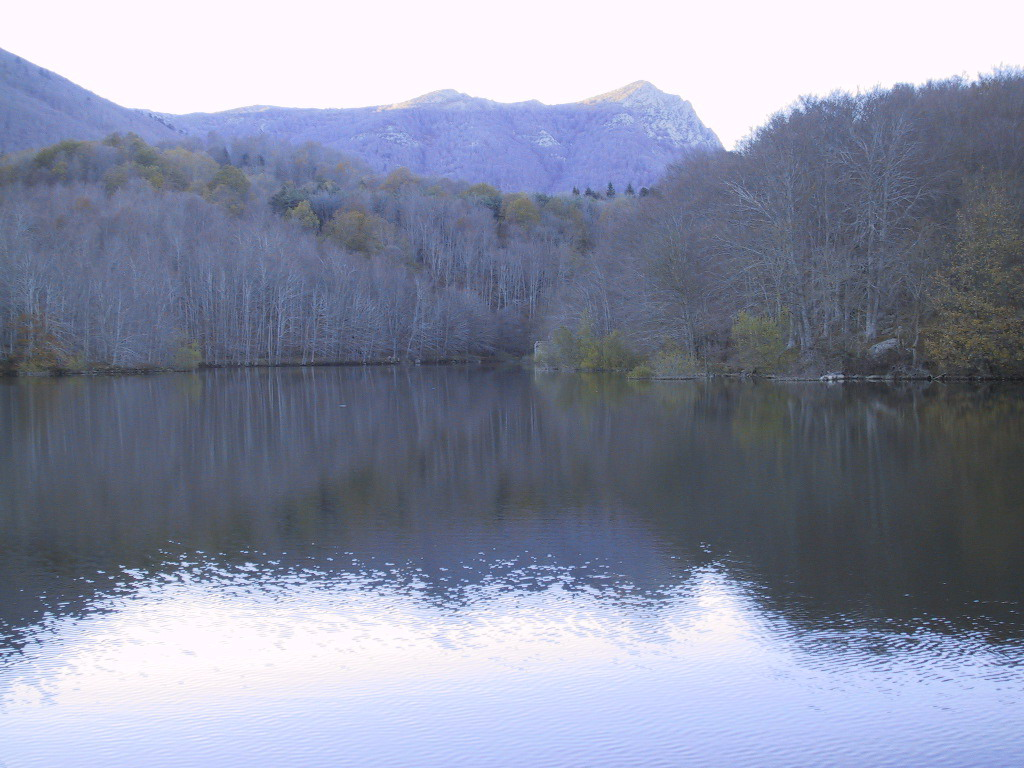
Lac de Santa Fe del Montseny en novembre avec les arbres sans feuilles en fond.

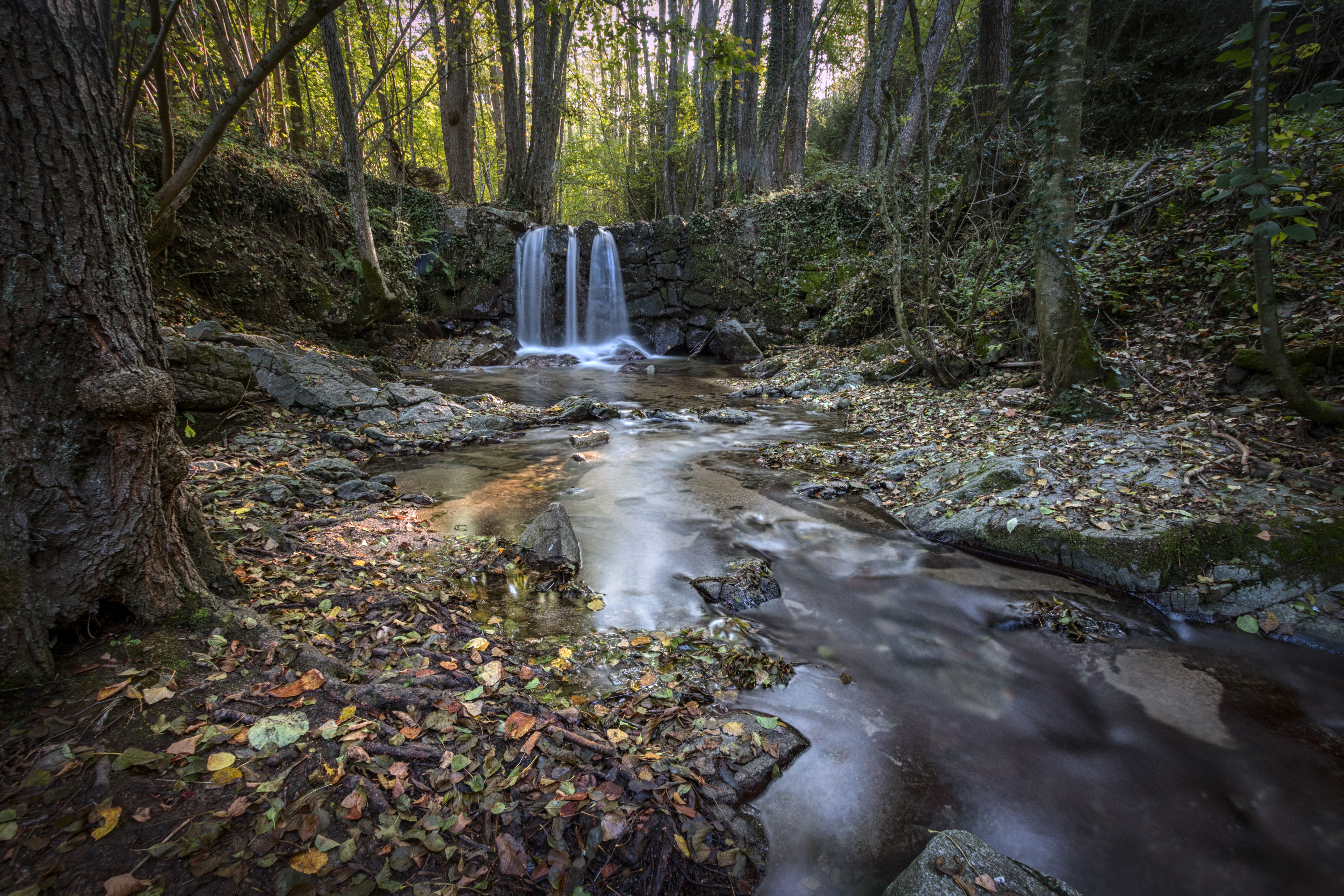
La Riera de Viladrau dans le massif du Montseny.

Les principaux cours d'eau qui drainent le massif sont la Tordera au sud, la rivière Arbucies à l'est et la rivière Congost à l'ouest.
| Cours d'eau | Dénomination                         | Embouchure              |
| ----------- | ------------------------------------ | ----------------------- |
| Fleuve      | La Tordera                           | Mer Méditerranée        |
| Rivière     | Rivière Congost                      | Fleuve Besòs            |
| Rivière     | Rivière d'Arbúcies                   | Fleuve Tordera          |
| Rivière     | Rivière de l'Avencó                  | Fleuve Congost          |
| Rivière     | Rivière de Brugueres                 | Rivière Giola           |
| Rivière     | Rivière de Cànoves ou Vallforners    | Fleuve Mogent           |
| Rivière     | Rivière Major                        | Fleuve Ter              |
| Rivière     | Rivière de Vallserena                | Rivière de Vilamajor    |
| Rivière     | Rivière de Vilamajor                 | Fleuve Mogent           |
| Torrent     | Remogent                             | Rivière Carbonell       |
| Torrent     | Lac de la Baga d'en Cuc              | Rivière de Vallforners  |
| Torrent     | Lac d'en Borrell                     | Rivière de Brugueres    |
| Torrent     | Lac au Duc                           | Rivière de Brugueres    |
| Torrent     | Lac de la Figuerassa                 | Rivière de Vallforners  |
| Torrent     | Lac de la Font del Capellà           | Rivière de Vallforners  |
| Torrent     | Lac de la Font de la Vallfiguera     | El Remogent             |
| Torrent     | Lac de la Font Vilar                 | Riera de Vallforners    |
| Torrent     | Lac de la Noguereta                  | Riera de Vallforners    |
| Torrent     | Lac del Riu                          | Riera de Brugueres      |
| Torrent     | Torrent de Brollars                  | Riera de Vilamajor      |
| Torrent     | Torrent de Can Guri                  | Riera de Brugueres      |
| Torrent     | Torrent de Cal Nen                   | Riera de Vallserena     |
| Torrent     | Torrent de Can Païrana               | Rivière de Vallserena   |
| Torrent     | Torrent de Can Vidal                 | Rivière de Vallserena   |
| Torrent     | Torrent de la Font del Corral        | Rivière de Vilamajor    |
| Torrent     | Torrent de l'Home                    | Rivière de Vallforners  |
| Torrent     | Torrent del Mal Infern               | Rivière Giola           |
| Torrent     | Torrent del Mal Infern               | Rivière Giola           |
| Torrent     | Torrent del Mojó                     | Rivière de Vallforners  |
| Torrent     | Torrent del Roure                    | lac de la Baga d'en Cuc |
| Torrent     | Torrent de la Serra de la Dona Morta | Rivière de Vallserena   |

### Écosystèmes

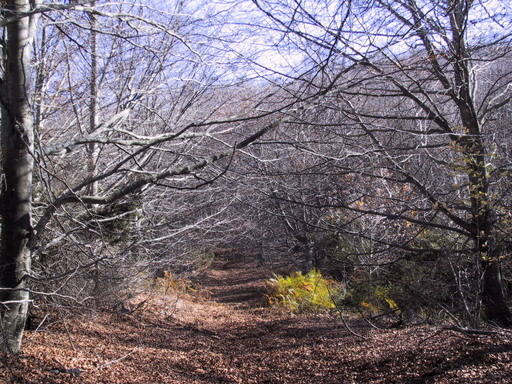
Aspect hivernal, avec absence de sous-bois, du mont de Morou.

#### Flore
Le relief du Montseny est responsable d'un microclimat. Les différences d'humidité et de température expliquent la variété et la répartition de la flore du massif. La végétation est répartie par étages successifs.
Bien qu'elle gagne en altitude, on trouve dans les parties les plus basses du massif une flore méditerranéenne caractéristique faite de chênes, subéraies et de pinèdes. La zone de moyenne montagne immédiatement supérieure est beaucoup plus humide et pluvieuse. On y trouve des chênes rouvres. À partir de 1 000 m, la végétation est du type de celle d'Europe centrale avec des hêtres et de petits conifères. Enfin, les parties supérieures du massif sont caractéristiques du climat subalpin. Le Montseny constitue la limite méridionale de nombreuses espèces d'Europe centrale telles que le sapin. La présence de ces différents climats rend la zone propice à l'apparition d'espèces endémiques. C'est le cas de l'herbe de Saint-Segimon, une variété de saxifrage, et de la gentiane jaune.

#### Faune
Conséquence de la distribution de la végétation, la faune du Montseny est également caractéristique du massif. On y retrouve des espèces typiques des zones d'Europe centrale dans les parties les plus hautes, et des espèces méditerranéennes dans les zones les plus basses. Leur présence dans un espace relativement réduit est dû au fait que ces espèces trouvent là les conditions nécessaires pour se développer dans le massif. Plus de 270 espèces de vertébrés ont été identifiées dans le massif. Le caractère sylvestre du massif conditionne en grande partie la faune qui l'habite.
Les forêts de chênes sont habitées par des sangliers, des renards, des genettes et des loirs, pour ce qui est des mammifères les plus connus. Les oiseaux caractéristiques sont les autours, les geais et les rouge-gorges. Enfin on y compte diverses espèces de batraciens, de reptiles et de poissons.
Cependant, ce qui confère le caractère le plus singulier au massif sont les espèces d'Europe centrale dont la répartition géographique se termine au Montseny. C'est le cas du lièvre, de diverses espèces de Gliridae, des Pipits spioncelles, de certains pinsons, des lézards verts et des vipères. En outre on compte des espèces endémiques issues de branches d'Europe centrale, telles que la grenouille rouge et un amphibien nommé triton du Montseny.

## Histoire
La présence d'outils en pierres de taille à Aiguefreda, el Brull et Saint-Marçal attestent l'existence de communauté humaines anciennes dans le massif du Montseny. La présence de mégalithes telles que la pierre de l'Estalada sur le plateau de la Calma confirme cette présence. Les conditions rencontrées dans les massifs étaient à cette époque bien plus intéressantes pour les communautés humaines que celles rencontrées dans les plaines.
Cependant les premières occupations stables des hauteurs du massif ne commencent qu'à la période ibérique. Les restes de cette période sont les châteaux du Montgros (Brull) et les fondations des fortifications de Montclus à Saint Estève de Palaurordera ainsi qu'à Can Flaquer de Samalus.
La conquête romaine entraîne de nombreux changements. Le développement de villes dans la plaine et sur la côte comme Empúries, Gérone et Vic, ainsi que la construction de la Via Augusta et de la Via Ausa permettent une colonisation du massif où l'on compte diverses villas romaines. Celle de Can Tarrés est la plus connue.
Le Moyen Âge voit le début une intensification progressive des activités, essentiellement tournées vers les cultures et l'élevage. Cette activité atteint son maximum au XIXe siècle avant de régresser au siècle suivant.

## Activités

### Secteur primaire
À partir du Moyen Âge, l'exploitation du massif du Montseny s'intensifie. Elle atteint son paroxysme au XIXe siècle avant de régresser au XXe siècle puis de muter au XXIe siècle.
Durant cette période les principales activités sont l'élevage et les cultures organisés autour de mas. Les mutations de ces dernières années favorisent le tourisme rural par l'augmentation de l'activité hôtelière et de la restauration, ainsi que le développement d'activités sportives spécifiques dans certaines parties du massif.

### Protection environnementale
La majeure partie du massif du Montseny est protégée depuis 1977, lors de la création du parc naturel du Montseny. Ce parc est déclaré réserve de biosphère par l'UNESCO depuis 1978. Enfin il a reçu le statut de parc naturel en 1987 au niveau espagnol.
Depuis cette même année, le parc naturel du Montseny est jumelé avec le parc national des Cévennes en France, et depuis 1994 avec le parc international La Amistad, à cheval sur le Costa Rica et le Panama. L'ensemble de ces trois parcs sont également déclarés réserve de biosphère.
Ils maintiennent des plans triennaux communs qui ont permis des développements conjoints.

### Sports
La grande variété des paysages et la richesse écologique du site a incité les premiers excursionnistes à gravir le Montseny, mais c'est surtout l'arrivée du train dans les villages alentour qui a permis d'augmenter la fréquentation du massif. Le développement de ces infrastructures met le massif aux portes de Barcelone, de Vic et de Gérone.
Les principales activités estivales sont les randonnées jusqu'aux cimes de différents pics. L'hiver ce sont les activités liées à la neige qui dominent, principalement le ski alpin et ski de fond.

### Culture
Les paysages, les traditions et les chansons liées au massif du Montseny ont été une source d'inspiration pour de nombreux artistes, peintres, écrivains, poètes, musiciens et même des scientifiques. Cette tendance a été particulièrement marquée durant la période romantique au XIXe siècle avec des personnes telles que Joan Maragall.
Un observatoire astronomique et météorologique est installé au sommet du mont de l'Homme.